# Claire Vaye Watkins
Pour les articles homonymes, voir Watkins.
Œuvres principales
- Les Sables de l'Amargosa

Claire Vaye Watkins, née le 9 avril 1984 à Bishop en Californie, est une écrivaine américaine de science-fiction.

## Œuvres

### Romans
- Nevada, Calmann-Lévy, 2012 ((en) Battleborn[1], 2012), trad. Elsa Maggion, 350 p.  (ISBN 978-2-7021-4334-6)
- Les Sables de l'Amargosa[2], Albin Michel, 2017 ((en) Gold Fame Citrus, 2015), trad. Sarah Gurcel, 416p p.  (ISBN 978-2-226-32858-8)
- (en) I Love You but I've Chosen Darknes, 2021